# Vilerna aeneooculata
Vilerna aeneooculata är en insektsart som först beskrevs av De Geer 1773.  Vilerna aeneooculata ingår i släktet Vilerna och familjen gräshoppor. Inga underarter finns listade i Catalogue of Life.